# 구글 뉴스와 날씨
구글 뉴스와 날씨(Google News & Weather)는 구글이 개발한 뉴스 애그리게이터 애플리케이션이다. 2018년 10월 8일 서비스가 중단되었다. 10월 9일 다시 서비스가 활성화된 것으로 보였으며 2018년 10월 16일 다시 중단되었다. 2018년 5월 8일, 구글은 구글 I/O에서 구글 플레이 뉴스스탠드와 구글 뉴스와 날씨를 구글 뉴스라는 이름의 하나의 서비스로 통합하고 있었다고 발표하였다. (즉, 구글 뉴스와 날씨 앱은 중단되고 구글 플레이 뉴스스탠드가 구글 뉴스에 의해 대체됨을 의미함) 안드로이드, iOS 운영 체제에서 이용이 가능하였다. 구글 뉴스와 날씨는 카드 기반의 인터페이스를 특징으로 하여 카드를 상당 부분 활용하였고 구글 뉴스 데스크톱 웹사이트, 구글 나우와 비슷한 모습을 갖추고 있었다. 이 앱은 65,000개 이상의 뉴스 소스를 인덱싱하며 60개 국가에 특화된 에디션을 보유하고 있다.
뉴스와 날씨는 오랜 기간 안드로이드 장치에 기본 탑재되었으나 2014년 8월 26일 현대의 애플리케이션으로 변모한 뒤 구글 플레이에 출시되었다. 이 업데이트는 새로운 레이아웃을 도입하였고 구글 나우 스타일의 카드 기반의 디자인을 갖추고 분류 간 스와이프 기능, 다른 소스로부터 동일 스토리를 보기 위한 드릴 다운 기능을 포함하였다.
iOS 버전의 구글 뉴스와 날씨는 2014년 10월 7일 출시되었다.